# Moukhtar Abliazov
 (août 2022).
Améliorez-le ou discutez des points à vérifier. 
Moukhtar Kaboulovitch Abliazov (en russe : Мухтар Кабулович Аблязов), né en 1963 à Galkin (district de Leninski, Kazakhstan-Méridional), est un homme d'affaires et homme politique kazakh condamné pour détournement de fonds, dissimulation de revenus, association de malfaiteurs et meurtre.

## Biographie

### Vie personnelle
Moukhtar Kaboulovitch Abliazov est né le 16 mai 1963 dans le Sud du Kazakhstan. 
Il est diplômé en ingénierie nucléaire et en physique théorique de l'Institut d'ingénierie physique de Moscou. 
Il est marié à Alma Chalabayeva et père de trois enfants,,.
Dans sa jeunesse, il dirige un mouvement contre le travail obligatoire des étudiants.

### Carrière professionnelle
Moukhtar Kaboulovitch Abliazov se lance dans les affaires au cours des années 1990 et construit une holding appelée Astana qu'il dirige de 1993 à 1997. Il diversifie ses activités jusqu'à posséder une dizaine de chaînes de télévisions, une compagnie aérienne, des usines chimiques ou encore 70 % de la production de sel du pays,. En 1997, Abliazov devient le premier président de Kegoc, une compagnie d'exploitation du réseau électrique. À partir de janvier 2005, il est le président du groupe industriel Eurasia LLC.
Il est généralement qualifié d'oligarque.
Abliazov retourne au Kazakhstan en 2005 et préside le conseil d’administration de la banque BTA, dont il est l'actionnaire majoritaire,. 
Après être devenue le premier établissement du pays grâce à de nombreux prêts, la banque rencontre des difficultés financières à la suite de la crise bancaire et financière de l'automne 2008.
En 2009, BTA est nationalisée par l'État kazakh et mise en faillite.
Accusé de détournement de fonds, Moukhtar Abliazov fuit le pays. Lui considère qu'il s'agit de manœuvres de l'administration kazakhe.
Il se rend à Londres, où il obtient l'asile politique en 2011, avant de quitter clandestinement le pays en 2012 la veille d’une condamnation. 
À Londres, il travaille chez East Bridge Capital Management, un fonds d'investissement luxembourgeois et loue une luxueuse demeure, Carlton House, vivant également dans une résidence secondaire des environs de la capitale, Oaklands Parks. En parallèle, il est l'objet de surveillance de la part d'une société privée, chargée de trouver des documents démontrant qu'il s'est enrichi indûment et de le retrouver, ayant finalement disparu de la circulation.
L'année d'après, en 2012, il est condamné à 22 mois de prison pour outrage à la cour, en raison de déclarations contradictoires, décision confirmée en 2013 par la Cour suprême de Grande-Bretagne. La même année, les magistrats de la Haute Cour de Londres estiment qu'« il est difficile d'imaginer qu'une partie à un contentieux commercial puisse agir avec plus de cynisme, d'opportunisme et de fourberie à l'égard des décisions de justice que M. Abliazov ». Sa famille s'installe ensuite en Lettonie, en Lituanie puis à Rome (Italie).
Il fuit le Royaume-Uni. En juin 2013, sa femme et sa fille sont arrêtées par la police italienne et extradées, ce qui provoque une crise politique en Italie. Les autorités romaines annulent finalement leur expulsion et autorisent leur retour, ce qui sera fait en décembre, soit après l'arrestation de Moukhtar Abliazov en France.

### Parcours politique
En 1998, Moukhtar Abliazov est nommé ministre de l'Énergie, du Commerce et de l'Industrie dans le gouvernement de Noursoultan Nazarbaïev, le président de la République du Kazakhstan. 
Il démissionne du gouvernement, selon lui en raison « [du] népotisme croissant et [de] la corruption » du régime,. Avec Galymjan Jakiyanov, il cofonde en 2001 un parti politique d'opposition, le Choix démocratique du Kazakhstan. 
Le DVK appelle à des réformes politiques.  
En juillet 2002, il est condamné pour “ abus de pouvoirs “ à 6 ans de prison. 
Ses entreprises sont saisies (dont des chaînes de télévision, un terminal pétrolier ainsi qu'une usine chimique) ; il parvient toutefois à garder le contrôle de sa banque, dirigée par un associé.
L'ambassade des États-Unis, le Parlement Européen et Amnesty International demandent sa libération. 
Selon le rapport d'Amnesty International, son procès est politiquement motivé et ne répond pas aux exigences internationales de procès équitable. 
En 2003, l'homme d'affaires est gracié par le président kazakh à la condition qu’il renonce à la politique. Il s'établit en Russie,. Il continue toutefois de soutenir l'opposition. Un de ses proches, le député Altynbek Sarsenbaïev, est retrouvé mort.

## Condamnations et accusations

### Au Kazakhstan

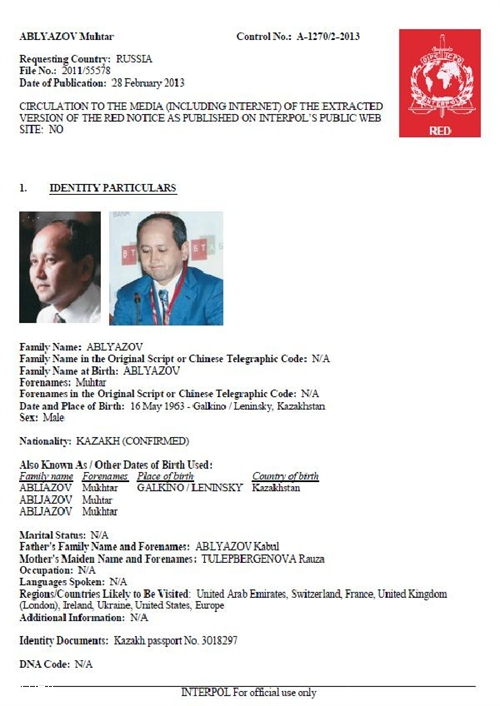
Notice rouge émise par Interpol à l'encontre de Moukhtar Abliazov.

En 1999, une procédure pénale est ouverte pour abus de pouvoir, détournement de fonds, évasion fiscale et « fraude à une échelle épique » pour des faits présumés lorsqu’il était ministre de l'Énergie,.
Le 27 mars 2002, Abliazov est arrêté par la police financière pour abus de pouvoir pendant son mandat en tant que Président du conseil de surveillance de l'entreprise publique KEGOC.
Entre 2005 et 2009, Abliazov est le président du conseil d'administration et l'actionnaire majoritaire de la banque BTA (alors l’une des plus grosses banques de la zone de l'ex-URSS). 
Au moment de sa nationalisation, la banque est mise en faillite et Abliazov est recherché pour détournement de fonds d'un montant de 6 milliards de dollars. 
La banque BTA cherche à récupérer les fonds détournés, une page spéciale lui est même dédiée sur le site officiel de cette dernière.
En 2015, Manuel Valls, en tant que premier ministre donne son feu vert à l’extradition d’Ablyazov pour le confier à la justice russe, mais Ablyazov finalement restera en France en vertu d'une décision de dernière minute du Conseil d’État. 
En juin 2017, absent de son procès, il est condamné à 20 ans de prison au Kazakhstan pour avoir accordé « frauduleusement des prêts sans garantie à des sociétés-écrans dont il était le réel bénéficiaire économique ».
En novembre 2018, en fuite, il est condamné à la prison à vie pour avoir commandité le meurtre de son associé Yerzhan Tatishev en 2004,, mais il nie être coupable, affirmant que ces accusations sont une réponse à sa création du parti politique DVK en avril 2017, dont l'objectif principal selon lui de réformer le pays, et selon Nazarbaïev  de l'évincer du pouvoir, « Pourquoi les autorités du Kazakhstan n'ont-elles fait qu'en juin 2017, en l'espace de 13 ans et demi après la mort par chasse de Yerzhan Tatishev, souvenez-vous soudainement de tout cela ? ».
Au Kazakhstan, Muratkhan Tokmadi, un ancien mafieux kazakh (qui a la fin des années 1990 et au début des années 2000 dirigeait un groupe criminel dénommé Deputatsky Korpus (Corps des députés) qui terrorisait les milieux d'affaires), ensuite devenu homme d'affaires et notamment propriétaire de la verrerie KazStroisteklo) avait été reconnu coupable d'homicide involontaire par négligence après avoir tiré sur le banquier Yerzhan Tatishev lors d'un voyage de chasse en 2004, mort, d'abord supposée accidentelle, pour lequel il avait été initialement été condamné à un an de prison. Cette mort (tir fait depuis le siège arrière de la voiture dans laquelle roulaient à la fois Tokmadi et Tatishev) a été requalifiée en crime, avec une peine de 10 ans de prison, après que Tokmadi, interviewé dans un documentaire télévisé kazakh de 2017, ait lui-même affirmé qu'il avait en réalité été embauché par Ablyazov pour tuer Tatishev (avant quelques mois plus tard de prendre le contrôle de la banque BTA et de s'y nommer président),. Cependant, les forces spéciales kazakhes auraient eu recours à des "méthodes ouvertement illégales" et, selon l'épouse de Tokmadi, ont perquisitionné la maison sans avocat, ont "placé" des armes et l'ont interrogé en l'absence d'avocats. Elle a également déclaré : « J'ai été informée que M. Tokmadi a été torturé tout le week-end et persuadé de donner un témoignage, commode pour le NSC. Il y avait des traces de torture sur son corps mais il aurait été contraint d'écrire une déclaration selon laquelle il serait tombé d'une barre de traction » et ses avocats auraient été « contraints de retirer leurs plaintes sous la menace que leurs licences d'exercice du droit leur soient retirées ». 
En août En 2018, le procureur général kazakh a inculpé Ablyazov pour le meurtre d'Erzhan Tatishev et, en novembre 2018, il a été condamné à la prison à vie[réf. nécessaire].

### Au Royaume-Uni
La banque BTA le poursuit en justice devant la Haute Cour de justice (High Court) et fait geler ses actifs. En 2012, il est condamné à 22 mois de prison par la justice britannique pour outrage à magistrat après avoir dissimulé une partie de ses biens. L'homme d'affaires fuit le Royaume-Uni,.
Le 24 mars 2009, la banque BTA a intenté une action en justice contre Abliazov devant la Haute Cour du Royaume-Uni peu après son arrivée à Londres.
Abliazov a fait l'objet de sept actions en justice devant la Haute Cour anglaise, pour un total de 3,7 milliards de dollars (2,26 milliards de livres sterling).
En octobre 2010, Abliazov a perdu une bataille juridique pour empêcher que ses biens soient soumis à une ordonnance de mise sous séquestre. La décision est intervenue après que le juge Teare a déclaré “que l’on ne pouvait pas faire confiance à Abliazov pour ne pas dissimuler ses biens avant le procès”.
En novembre 2012, la Haute Cour de Justice a rendu un jugement qui règle onze procédures. Elle a ordonné à Mukhtar Abliazov de payer 4,6 milliards de dollars de dommages et intérêts au préjudice de la banque BTA. Le tribunal a également ordonné "de nouvelles ordonnances de gel des avoirs post-jugement contre M. Abliazov dans une somme illimitée et de nouvelles ordonnances de gel des avoirs concernant certains autres défendeurs".
Il est condamné à 22 mois de prison pour outrage à la cour (“contempt of Court”), en raison de déclarations contradictoires, décision confirmée en 2013 par la Cour suprême de Grande-Bretagne. La même année, les magistrats de la Haute Cour de Londres estiment qu'« il est difficile d'imaginer qu'une partie à un contentieux commercial puisse agir avec plus de cynisme, d'opportunisme et de fourberie à l'égard des décisions de justice que M. Abliazov ». La cour estime à un millier le nombre de sociétés créées par Abliazov, dont il est le bénéficiaire réel, en dépit du gel de ses avoirs.

### En Russie
La Russie a lancé un mandat d'arrêt relayé par Interpol.
Il est accusé d'avoir commis quelque cinq milliards de malversations financières sur le sol russe grâce à des montages financiers.
Il apparaît dans la liste des noms donnés par les révélations des Paradise Papers.

### En Ukraine
Moukhtar Abliazov est accusé d'avoir commis des malversations financières pour une valeur de 400 millions à la fin des années 2000.
Les chefs d'accusation sont prêts fictifs, détournement de fonds, absence de nantissement, cascade de société off-shore,.

### En France
À la suite d'une notice rouge d'Interpol, la police a arrêté Abliazov à Mouans-Sartoux, près de Grasse - France le 31 juillet 2013, après 18 mois de cavale. Lors de son arrestation, Moukhtar Abliazov était en possession d'un passeport diplomatique centrafricain qui pourrait lui avoir été délivré par le gouvernement centrafricain pour l’aider à échapper à la justice. Son épouse, arrêtée en Italie, possédait le même sésame, avec pour fonction : « conseillère diplomatique à la présidence centrafricaine. ». Le 12 décembre 2013, la chambre d'instruction d'Aix-en-Provence a donné un avis favorable à la double demande formée par l'Ukraine et la Russie concernant l'extradition de Moukhtar Abliazov en formulant une « préférence » pour Moscou. 
Durant l'audience, Abliazov est qualifié de « délinquant de grande envergure » par l'avocate générale Solange Legras qui rejette l'hypothèse du statut de victime de l'opposition politique.
Le 9 janvier 2014, la cour d’appel d'Aix-en-Provence autorise l'extradition de Moukhtar Abliazov vers la Russie, estimant qu'« aucun élément sérieux ne permet de considérer que l'État russe présente sa demande d'extradition […] aux seules fins de complaire au Kazakhstan ». Lors de la révolution ukrainienne de 2014, des copies de SMS entre Solange Legras et un avocat de la société BTS ont été retrouvés et publiés. Celle-ci a depuis porté plainte.
Le 4 mars 2015, la Cour de cassation, en rejetant l’ultime pourvoi formé par Abliazov, confirme l’avis d’extradition pris en octobre par la cour d’appel de Lyon – et avant elle par celle d’Aix-en-Provence –, autorisant une extradition vers la Russie ou l’Ukraine.
Le 9 décembre 2016, le Conseil d'État annule ce décret d'extradition et estime dans sa décision que « l'extradition vers la Russie de M. Abliazov a été demandée dans un but politique » et qu'elle ne pouvait donc pas légalement être accordée. Abliazov sort alors de prison.
Le 17 juillet 2017, le Kazakhstan a porté plainte à Paris contre Abliazov, considérant que la France est compétente pour le juger. Les autorités kazakhes relèvent que le code pénal français prévoit d’un tribunal français est habilité à juger un étranger, dont l’extradition a été refusée pour des motifs politiques, pour un crime ou un délit commis hors de France.
Le 29 septembre 2020 la Cour nationale du droit d’asile (CNDA) a accepté la requête de Abliazov, " malgré les pressions politiques du régime autoritaire du Kazakhstan "  (selon Le Monde) et lui a accordé l'asile politique. 
Début octobre 2020, Abliazov (alors âgé de 58 ans) est arrêté par la police française et mis en examen (7 octobre) par un juge d’instruction du tribunal judiciaire de Paris pour « abus de confiance aggravé et blanchiment aggravé ». 
La chambre de l’instruction de la cour d’appel de Paris estime cependant que l’action publique est prescrite :  « L’extinction des poursuites est une conséquence juridique de la décision rendue, qui n’est, cependant, pas définitive car susceptible d’un pourvoi » ;  l'avocat de la BTA a annoncé préparer un pourvoi en cassation.

### Interpol
Une « notice rouge » est émise par Interpol à la demande du Kazakhstan, de l'Ukraine et de la Russie,,. Les régimes autoritaires sont soupçonnés par des ONG de recourir aux avis de recherches internationaux beaucoup plus souvent que les démocraties (à l'exception des EU) : 160 notices pour la Russie, l’Azerbaïdjan et le Vietnam, 148 pour le Tadjikistan contre 11 pour la France et 5 pour l'Allemagne. Le financement de l'une de ces ONG, Open Dialogue Foundation (ODF), a été mis en cause pour blanchiment de fonds, selon le Sunday Times en avril 2018. L'ONG est par ailleurs soupçonnée de coopération avec les services secrets russes.

### Expulsion de son épouse et de sa fille
Le 29 mai 2013, la police Italienne avec une quarantaine d'agents et des forces anti-terroristes, a arrêté la femme de M. Abliazov, Mme Alma Shalabayeva et leur fille de six ans. 72 heures après elles sont transférées au Kazakhstan au bord d'un jet privé accompagné des diplomates kazakhes, en dépit des règles européennes qui prévoient la possibilité de déposer un recours contre le rapatriement forcé et/ou de demander l'asile politique. Cette affaire d'expulsion illégale a été à l'origine d'un scandale politique et d'une démission du chef de cabinet du ministre de l'Intérieur. L'affaire a été condamnée par les ONG de défense des droits de l'homme et notamment par Amnesty International.